# Benedetto Bacchini
Benedetto Bacchini, al secolo Bernardino Bacchini (Borgo San Donnino, 31 agosto 1651 – Bologna, 1º settembre 1721), è stato un religioso, storico e critico letterario italiano; archivista e bibliotecario, oltre che storico, coltivò molti campi del sapere erudito del suo tempo. Fu strenuo difensore dell'unità delle scienze e delle arti. Monaco benedettino, fu a lungo abate a San Giovanni a Parma e San Pietro a Modena.

## Biografia
Nacque da una famiglia povera, figlio di Alessandro Bacchini e Giovanna Martini.
Dapprima studente a Parma, poi membro dell'ordine benedettino, mutando in Benedetto il suo nome di nascita Bernardino, e sacerdote, fu influenzato dal contatto con studiosi di orientamento Maurino, in particolare da Jean Mabillon e Bernard de Montfaucon.
Acquisì una formidabile erudizione, che diffuse a mezzo del periodico Giornale de' Letterati, uscito dapprima a Parma dal 1686 al 1689, poi a Modena dal 1692 al 1697. Unico estensore del periodico, Bacchini pubblicava recensioni di studi ecclesiastici, letterari, scientifici e giuridici. Nel periodico confluivano gli orientamenti delle filosofie baconiana e leibniziana, l'orientamento maurino all'analisi storica e i diversi apporti della Royal Society inglese. Bacchini sintetizza il consolidamento in ambito religioso dell'interesse scientifico e addirittura di istanze razionalistiche, in particolare applicando il metodo galileiano alla ricerca storica. In questo Ludovico Antonio Muratori gli fu debitore, avendo appreso da Bacchini la regola della sistematica e costante ricerca delle fonti.
Nel 1690 Bacchini, politicamente sconfitto, si allontanava da Parma. Dopo brevi soggiorni a Bologna ed a Mantova, venne chiamato a Modena. Assunse la carica di archivista e bibliotecario del duca Rinaldo d'Este, che lo nominò Bibliotecario ducale su sollecitazione del geografo ducale Jacopo Cantelli e dello scienziato Bernardino Ramazzini. Giunto nella città estense il 21 novembre 1691, fu accolto nel monastero di San Pietro.
Negli anni seguenti Bacchini compì ricerche storiche d'archivio pubblicando l'Istoria del monastero di San Benedetto di Polirone nello Stato di Mantova (Modena, 1696) e l'editio princeps del Liber Pontificalis di Agnello Ravennate, ritrovato fra i manoscritti della biblioteca ducale. Nel 1692 appariva l'edizione modenese del Giornale de' letterati a continuazione dell'esperienza parmigiana. Bacchini scelse di apparire come direttore, mentre a Parma non aveva firmato il Giornale.
Dal 1696 al 1700 Bacchini fu incaricato della cura della libreria privata del duca Rinaldo. Fu il primo a distinguere i manoscritti dai libri a stampa, redasse due distinti cataloghi, si dedicò a nuove acquisizioni e alla manutenzione delle collezioni, infine avviò il primo registro di prestito dove annotare i nomi di lettori e lettrici nonché le date di consegna e restituzione dei preziosi volumi ducali concessi prestito fuori dalle sale della biblioteca. Nel 1711 si trasferì a Reggio nel monastero dei Santi Pietro e Prospero per contrasti con lo stesso duca.
Se con la sua monumentale opera di ricostruzione dei fatti italiani Lodovico Antonio Muratori è considerato il padre della storiografia italiana, egli è debitore nel suo titolo al maestro Bacchini che, "balia di ingegni" (così il primo ebbe a considerarlo), avendo "considerato che tutta l'essenza dell'Istoria è la Verità", si dedicò al lavoro storico finalizzato alla ricostruzione oggettiva dei fatti, procurandosi chiaramente inimicizie soprattutto nel campo politico. Oltre al Muratori, ebbe come allievi Camillo Affarosi e il cardinale Fortunato Tamburini.